# Língua gestual azerbaijana
A Língua de Sinais Azerbaijana (em Portugal: Língua Gestual Azerbaijana) é a língua de sinais (pt: língua gestual) usada pela comunidade surda da Azerbaijão.